# Notaeolidia schmekelae
Notaeolidia schmekelae is een slakkensoort uit de familie van de Notaeolidiidae. De wetenschappelijke naam van de soort is voor het eerst geldig gepubliceerd in 1990 door Wägele.